# Єпархія Адріанополя Пісідійського
Єпархія Адріанополя Пісідійського (лат. Dioecesis Hadrianopolitana in Pisidia) — закритакафедра Константинопольського патріархату та титулярна кафедра католицької церкви.

## Історія
Адріанополь Пісідійський, ідентифікований із Шаркікараагач у сучасній Туреччині, є стародавнім єпископським престолом римської провінції Пісідія в цивільній єпархії Азії. Вона входила до Константинопольського патріархату і була суфраганною Антіохійської архієпархії.
Єпархія зафіксована в Notitiae Episcopatuum Константинопольського патріархату до ХІІ століття.
Ле Квін приписує цій єпархії кількох єпископів. Олімпій, єпископ-антиоригеніст і богослов у першій половині III століття, згадується в церковній ієрархії псевдо-Діонісія Ареопагіта. Телемах брав участь у першому Вселенському соборі, що відбувся в Нікеї в 325 році. Фемістіон брав участь у першому Константинопольському соборі 381 року, а 31 травня того ж року був одним із свідків у складанні заповіту Григорія Назіанзена. Флоренцій брав участь у Халкедонському соборі 451 р. і в 458 р. підписав лист єпископів Пісидії до імператора Лева I після смерті патріарха Протерія Александрійського. У 518 році єпископ Конон підписав синодальний лист проти Севера Антіохійського і монофізитської партії. Талелайо брав участь у другому Константинопольському соборі 553 року.
Косма і Софроній брали участь відповідно в Константинопольських соборах 869-870 і 879-880 рр., які розглядали питання про патріарха Фотія Константинопольського. Проте Ле Квін також включив єпископа Косму до хронотаксису Емімонта Адріанополя, Адріанополя Онориади та Адріанополя Епірського. На думку Стірнона, мова йде не про трьох одноіменних єпископів, а про самого єпископа, чия атрибуція Адріанополя з Оноріади є безсумнівною. Також щодо Софроніо Стірнон вважає, що через невпорядкованість єпископських списків на соборі 879-880 рр. його справжнє місце приналежності не зрозуміло, і цей єпископ міг також належати до єпархії Адріанополя Оноріадського.
Сфрагістика повернула імена двох єпископів, чиї печатки обидва датовані Х століттям, Нікола та Георгій. Щодо останнього єпископа, то відсутність подальших вказівок на печатці не дозволяє з’ясувати, чи був Георгій єпископом Адріанополя Пісідійського чи одноіменного престолу Адріанополя Пісидії Оноріади та Адріанополя Епірського.
Як і багато інших єпархій патріархату, Адріанополь також повинен був зникнути в ХІІ-ХІІІ столітті з турецькою окупацією Анатолії.
З 1933 року Адріанополь Пісідійський входить до числа титульних єпископських престолів Католицької Церкви; місце було вакантним з 20 грудня 1970 року. Цей титул присуджували лише три рази: Лео Алоїзіусу Перслі, єпископу-помічникуФорт-Вейна в Сполучених Штатах Америки; Бернардіно Н. Маццарелла, єпископу територіальної прелатури Непорочного Зачаття Оланчо, нині єпархії Хутикалпа в Гондурасі; і до Філемона Франсіско Кастеллано, єпископа Ломас-де-Замора в Аргентині, що відійшов у відставку.

## Хронотаксис

### Грецькі єпископи
- Олімпій ? † (ІІІ ст.)
- Телемах † (згадується в 325 р.)
- Фемістій † (згадується в 381 р.)
- Флоренцій † (до 451 - після 458)
- Конон † (згадується в 518 р.)
- Талелай † (згадується в 553 р.)
- Косма ? † (згадується в 869 р.)
- Софроній ? † (згадується в 879 р.)
- Нікола † (Х ст.)
- Георгій ? † (Х ст.)

### Титулярні єпископи
- Лео Алоїзіус Перслі † (22 липня 1950 — 29 грудня 1956 призначений єпископом Форт-Вейн)
- Бернардіно Н. Маццарелла, OFM † (20 липня 1957 — 13 березня 1963 призначений єпископом Комаягуа)
- Філемон Франсіско Кастеллано † (16 квітня 1963 - 20 грудня 1970 пішов у відставку)

## Примітка
1. ↑  Questa identificazione, secondo Stiernon, è il frutto di un abbaglio del redattore dell'Index sedium titularium che si è perpetuato nell'Annuario Pontificio. Şarkikaraağaç è il nome moderno di Karaağaç, località identificata con l'antica Neapoli di Pisidia. Adrianopoli di Pisidia invece è da identificare con Adaras. Dictionnaire d'Histoire et de Géographie ecclésiastiques, vol. XXII, coll. 1476 e 1479.
2. ↑  Jean Darrouzès, Notitiae episcopatuum Ecclesiae Constantinopolitanae. Texte critique, introduction et notes, Paris, 1981, indice p. 482, voce Adrianoupolis, Pisidia.
3. ↑  In quest'opera Olimpio è documentato come vescovo di Adrianopoli di Licia, sede episcopale sconosciuta alle Notitiae Episcopatuum e alle fonti conciliari del primo millennio. Per vicinanza geografica, Le Quien ha assegnato Olimpio alla sede di Adrianopoli di Pisidia. Esiste tuttavia un altro vescovo di Adrianopoli di Licia, che prese parte al concilio di Efeso del 449. Resta problematica la reale sede di appartenenza di questi due vescovi. Destephen, Prosopographie du diocèse d'Asie, p. 255. Stiernon, Dictionnaire d'Histoire et de Géographie ecclésiastiques, vol. XXII, coll. 1474-1475 e 1478.
4. ↑  Destephen, Prosopographie du diocèse d'Asie, pp. 886-887.
5. ↑  Destephen, Prosopographie du diocèse d'Asie, p. 890.
6. ↑  Destephen, Prosopographie du diocèse d'Asie, pp. 413-414.
7. ↑  Destephen, Prosopographie du diocèse d'Asie, p. 581.
8. ↑  Destephen, Prosopographie du diocèse d'Asie, pp. 888-889.
9. ↑  «Dictionnaire d'Histoire et de Géographie ecclésiastiques», vol. XXII, col. 1468. Altrove lo stesso autore dice : Même sans ordinateur électronique, l'identité de cette Hadrianopolis est aisément discernable et on s'explique mal comment Cosmas ait été attribué à Andronople d'Hémimont ou à Hadrianopolis d'Epire et de Pisidie («Dictionnaire d'Histoire et de Géographie ecclésiastiques», vol. XXII, col. 1472).
10. ↑  Nikolaos, in Prosopographie der mittelbyzantinischen Zeit, Berlin-Boston, 2013, #25974.
11. ↑  Vitalien Laurent, Le corpus des sceaux de l'empire byzantin, vol. V/2, Paris, 1965, pp. 425-426.

## Зовнішні посилання
- (англ.) La sede titolare nel sito di www.catholic-hierarchy.org
- (англ.) La sede titolare nel sito di www.gcatholic.org